# Paweł Storożyński
Paweł Storożyński (ur. 24 marca 1979 w Łodzi) – polski koszykarz i muzyk, posiadający również francuskie obywatelstwo i występujący na pozycji niskiego lub silnego skrzydłowego. Były reprezentant Polski seniorów i reprezentant Francji w kategorii kadetów.

## Przebieg kariery

### Początki (do 1999)
Storożyński jest synem Bożeny i Tomasza Storożyńskich, którzy również uprawiali koszykówkę. W 1980 roku wyjechał wraz z rodzicami do Francji. W tym kraju zaczął pierwsze treningi koszykówki w klubie z Auxerre, a w 1992 roku przeniósł się do JDA Dijon. Wraz z tym zespołem zdobył 6 tytułów mistrza Francji w kategoriach juniorskich. W 1995 roku wraz z reprezentacją Francji kadetów wystąpił na mistrzostwach Europy do lat 16, gdzie kadra ta zajęła 6. pozycję, a Storożyński zdobywał średnio po 9,7 punktu i 11,9 zbiórki na mecz. W sezonie 1998/1999 zadebiutował w pierwszej drużynie JDA Dijon, rozgrywając jedno spotkanie w lidze Pro A, w którym w czasie 3 minut zdobył 1 punkt.

### Stany Zjednoczone (1999–2003)
W 1999 roku wyjechał do Stanów Zjednoczonych, gdzie podjął naukę i grę w junior college'u Dodge City Community College. W drugim roku gry w rozgrywkach NJCAA Storożyński został wybrany do „pierwszej piątki” swojej konferencji i regionu, zdobywając średnio po 16 punktów i 9 zbiórek w meczu. Po zakończeniu gry w NJCAA (zawodnik w rozgrywkach tych może występować maksymalnie 2 sezony) otrzymał oferty z kilkunastu uniwersytetów i ostatecznie przeniósł się do grającej w dywizji I NCAA drużyny Texas Tech Red Raiders, reprezentującej uczelnię Texas Tech University. W nowej drużynie zadebiutował dopiero w grudniu 2001 roku, bowiem wcześniej NCAA nałożyła na niego karę dyskwalifikacji na okres 7 meczów za grę w profesjonalnych rozgrywkach przed przyjazdem do Stanów Zjednoczonych. W debiutanckim sezonie rozegrał w sumie 25 spotkań, w których zdobywał przeciętnie po 6,3 punktu, 4 zbiórki i 2,1 asysty. Na parkiecie spędzał w tym czasie średnio po 20,3 minuty, 18 razy rozpoczynając grę w „pierwszej piątce” i 7 razy zdobywając 10 lub więcej punktów. W drugim sezonie w NCAA Storożyński rozegrał 21 meczów, w których zdobywał średnio po 5 punktów, 3,1 zbiórki i 1 asystę.

### Powrót do Europy (2003–2009)
W 2003 roku Storożyński zadebiutował w seniorskiej reprezentacji Polski. W jej barwach wystąpił w 6 meczach, zdobywając średnio po 4,5 punktu. Po zakończeniu gry w NCAA Storożyński powrócił do Francji, gdzie sezon 2003/2004 zaczął w drugoligowym klubie Étendard de Brest. W barwach tej drużyny zagrał w 13 meczach ligowych, w których zdobywał przeciętnie po 15,3 punktu, 7,1 zbiórki i 2,2 asysty. Został także wybrany MVP pierwszej rundy tych rozgrywek, po czym podpisał kontrakt z grającym wówczas we włoskiej ekstraklasie Air Avellino, stając się drugim w historii, po Piotrze Karolaku, Polakiem występującym w tej lidze. W nowym zespole od stycznia do czerwca 2004 roku rozegrał 15 meczów, zdobywając w nich przeciętnie po 3,7 punktu i 2,6 zbiórki.
Przed sezonem 2004/2005 powrócił do macierzystego klubu JDA Dijon. W jego barwach wystąpił w 10 meczach w lidze Pro A, zdobywając w nich średnio po 5,9 punktu, 4,4 zbiórki i 2 asysty. Przed sezonem 2005/2006 został zawodnikiem CSP Limoges, grającego w tym czasie na trzecim poziomie rozgrywkowym. Wraz z klubem tym wywalczył awans, zajmując w sezonie 2005/2006 drugą pozycję w rozgrywkach trzeciej ligi. Następnie reprezentował jego barwy w drugiej lidze (Pro B) w kolejnych dwóch sezonach (2006/2007 i 2007/2008). W sumie w ciągu 3 lat rozegrał w Limoges 61 meczów ligowych (30 w trzeciej i 31 w drugiej lidze). Przed sezonem 2008/2009 przeniósł się z Limoges do klubu SOMB Boulogne-sur-Mer, występującego wówczas w trzeciej lidze. W nowym klubie rozegrał 4 spotkania ligowe, w których zdobywał średnio po 8,8 punktu i 3,5 zbiórki.

### Polska (2009–2010)
Latem 2009 roku Storożyński przyjechał do Polski. Początkowo występował w grających wówczas w I lidze rezerwach Asseco Prokomu Gdynia. W ich barwach wystąpił w 13 meczach ligowych, w których zdobywał średnio po 16,4 punktu, 9,8 zbiórki, 2,1 asysty i 1,3 przechwytu. W grudniu 2009 roku podpisał kontrakt z grającym w tym czasie w Polskiej Lidze Koszykówki Sportino Inowrocław. W inowrocławskim klubie wystąpił w 11 meczach ligowych, w których zdobywał przeciętnie po 5,1 punktu i 3,5 zbiórki. Przed sezonem 2010/2011 trenował z Siarką Tarnobrzeg, jednak z powodu kontuzji, jakiej doznał w czasie przygotowań do sezonu odszedł z tego klubu.

### Powrót do Francji i koniec kariery (2011–2012)
Przed sezonem 2011/2012 Storożyński podpisał kontrakt z grającym wówczas w czwartej lidze klubem GET Vosges. Po zakończeniu sezonu 2011/2012, latem 2012 roku ogłosił zakończenie kariery sportowej.

### Po zakończeniu kariery (od 2012)
Po zakończeniu kariery zawodniczej Storożyński został trenerem i prezesem francuskiego klubu Stade Auxerrois Basket. Oprócz gry w koszykówkę Storożyński jest również muzykiem. W 2014 roku, wraz z zespołem muzycznym Storo, wystąpił w siódmej edycji programu Must Be the Music. Tylko muzyka.